# 乗降人員
乗降人員（じょうこうじんいん）は、鉄道やバス、航空機などの公共交通機関において、各駅・空港・停留所などで乗降した人の数である。乗降客数（じょうこうきゃくすう）や乗降者数（じょうこうしゃすう）とも呼ばれる。各所での乗車数である乗車人員と降車数である降車人員の和で表される。　
なお、本記事では、利用人数を表すもう一つの数値である通過人員（つうかじんいん）についても説明する。

## 鉄道における例
基本的には、駅において改札を通過した人員、あるいは異なる鉄道事業者の路線へ乗り通した人員を表す。同じ事業者の路線、あるいは列車相互での乗り換えは含まれない。例として、東京駅や上野駅、大阪駅などの同一事業者の路線が集まる駅で多数の乗客が改札を通過せず乗り換え利用する場合、あるいは東京地下鉄（東京メトロ）などの地下鉄路線で多くみられる改札外乗り換えであっても同一事業者の同一駅扱いである場合、その乗客は乗客人員に含まないため、駅が終日混雑しているのにもかかわらず乗降人員が少なかったり、逆に泉岳寺駅、代々木上原駅など異なる事業者が直通運転を行う場合の結節点となる駅では、駅の改札の通過はおろかホームに降りることすらしない直通列車をそのまま利用する乗客（直通人員）が乗降人員に計上される場合があり、さほど駅が混雑していないようでも極端に乗降人員が多いといった乖離（かいり）が見られる場合があり、必ずしもその駅の重要性・混雑具合を示す数値とはならない。
事業者によって、公表している数値が乗車数のみの乗車人員の場合と降車数も含む乗降人員の場合があり、両者を比較する際は注意が必要である。この場合、乗車人員の方を2倍にして乗降人員として比較することもある。また、利用客数や利用者数などの表現の場合、その値が乗車人員か乗降人員であるか不明確であり、注意が必要である。

### 乗車人員
乗車客数、乗客数とも呼ばれる。各駅で販売された乗車券の枚数を基に、片道乗車券は1枚、往復乗車券は2枚、回数券は使用可能枚数として集計され、定期乗車券（定期SuicaやICOCAなど、IC定期券なども含める）は、購入期間（月）×60枚（1日1往復×30日）として集計する。途中下車や定期券での内方乗車、フリーきっぷによる乗降などは集計されない。このため、いわゆる秘境駅のように利用客のほとんどがフリーきっぷあるいは途中下車制度を利用した乗車・下車の場合、日時によっては駅構内に多数の乗客が存在するにもかかわらず乗車客数には反映されなくなる（小幌駅、宗太郎駅など）。

### 降車人員
降車客数、降客数とも呼ばれる。定期券は乗車人員と同様に、定期外は着札調査によって乗駅から降駅ごとの着駅分布率を割り出して算出する。

### 通過人員
乗降人員はそれぞれの駅における利用人数を表すが、通過人員はある駅と隣の駅の間の利用人数を現し、これをつなげることにより、ある路線や区間の利用人数の変動を連続して捉えることができる。
路線による立地条件の違いで見た場合、たとえばインターアーバン（都市間連絡鉄道）式の通過人員は、始発駅付近と終着駅付近が高く（始発駅より終着駅がやや低い）、両駅間の中間が一番低くなる。大都市圏の駅が始発駅側にしかない鉄道（インターアーバンのようなはっきりした名称が確立されていないが、たとえば「郊外鉄道」「遠距離各停形」などと呼ばれる）では始発駅付近がインターアーバンより高く、終着駅付近ではインターアーバンよりはるかに低い数値を出す例がほとんどである。
なお、ある程度規模の大きい他の路線に接続している乗り換え駅では、利用客のほとんどが終着駅まで乗車するのでなく、その乗り換え駅で一定量が降りるという例が見られる。こうした例は乗降人員で見てみても、該当する乗り換え駅の乗降人員はかなり高いため識別可能である。だが、通過人員では始発駅に向かって上がり続けてきたグラフが、乗り換え駅で大きくダウンするので（この型を「段落ち」と呼ぶ）、よりわかりやすい。例は多数あるが、京成船橋駅、京急本線横浜駅、山陽明石駅などはよく知られている駅である。
乗降人員は、優等列車の停車駅の選定基準（この区間ではこの駅の乗降人員が多いから、急行をこの駅に停めよう）の一つとして、通過人員は急行や準急などの優等列車がどこから各駅停車にするか、あるいは区間運転の列車をどこから途中折り返しにするかの選定基準（この駅から向こうの区間では通過人員がかなり減るから、この駅から列車本数を減らそう）の一つとして使われるが、先述の通り乗降人員は必ずしも実態が反映されているとは限らず、例えば近隣人口が少ないがレジャー施設の最寄り駅のように休日のみ混雑する駅は、数値上の乗降人員が他の優等列車駅より極端に少ないのにもかかわらず優等列車が停車したり、緩急接続の都合上、乗降人員が比較的少ない駅でも、待避設備を完備している場合には優等列車を停車させ、一方で隣の乗降人員が多い駅は優等列車を通過させるといった例もあり、乗降人員のみで測れない側面もある。
こうした乗降人員や通過人員は、例えば大都市近郊の私鉄では「鉄道ピクトリアル」などの雑誌の私鉄特集、または各社が発行している会社要覧などで目にすることができる。